# Saugraben (Halle)
Der Saugraben ist ein linker Nebenfluss der Saale in Halle in Sachsen-Anhalt. 

## Verlauf
Seinen Ursprung als offenes Gewässer hat der Graben östlich des Stadtteils Nietleben der Stadt Halle (Saale). Er ist ca. 3 Kilometer lang, fließt nahezu vollständig in östliche Richtung am nördlichen Rand des Stadtteiles Neustadt entlang, unterquert die Straße Gimritzer Damm und mündet in einen Saale-Seitenarm im Stadtgebiet. 

## Beschaffenheit
Der Saugraben führt nicht ganzjährig Wasser. In den Sommermonaten fällt er für längere Zeiträume vollständig trocken. In den Saugraben entwässern die künstliche Wasserhaltung des Bruchsees und seit 2014 des Heidesees sowie zwei Überläufe nördlich in den sogenannten Weinbergwiesen gelegener Teiche. Eine einjährige Sanierung des Grabens wurde 2007 abgeschlossen.